# Medborgare för Bulgariens europeiska utveckling
Medborgare för Bulgariens europeiska utveckling, bulgariska: Grazjdani za evropejsko razvitie na Bălgarija (GERB), är ett center-högerpolitiskt parti i Bulgarien, grundat den 3 december 2006.
I det nationella parlamentsvalet den 5 juli 2009 fick partiet nästan 40 % av rösterna, vilket innebar att den regerande socialistregeringen förlorade makten.
Med undantag för ett kortare avbrott styrdes Bulgarien av GERB och premiärminister Bojko Borisov från 2009 fram till valet i april 2021. Ett ökande missnöje med Borisovs styre gjorde att Gerb tappade mark i valet men partiet blev ändå störst i parlamentet.

## Valresultat

### Val till Nationalförsamlingen
| År         | Röster    | Röstandel | Förändring röstandel (procentenh.) | Mandat     | Förändring mandat | Ref   |
| ---------- | --------- | --------- | ---------------------------------- | ---------- | ----------------- | ----- |
| 2009       | 1 678 583 | 39,72 %   |                                    | 117 av 240 |                   | [ 5 ] |
| 2013       | 1 081 605 | 30,54 %   | −9,18                              | 97 av 240  | −20               | [ 5 ] |
| 2014       | 1 072 491 | 32,67 %   | 2,13                               | 84 av 240  | −13               | [ 5 ] |
| april 2021 | 837 707   | 26,18 %   | −6,49                              | 73 av 240  | −22               | [ 5 ] |

### Val till Europaparlamentet
| År   | Röster  | Röstandel | Förändring röstandel (procentenh.) | Mandat  | Förändring mandat | Ref   |
| ---- | ------- | --------- | ---------------------------------- | ------- | ----------------- | ----- |
| 2007 | 420 001 | 21,68 %   |                                    | 5 av 18 |                   | [ 5 ] |
| 2009 | 627 693 | 24,36 %   | 2,68                               | 5 av 18 |                   | [ 5 ] |
| 2014 | 680 838 | 30,40 %   | 6,04                               | 6 av 17 | 1                 | [ 6 ] |
| 2019 | 607 194 | 30,13 %   | −0,27                              | 5 av 17 | −1                |       |